# Paul Kruntorad
Paul Kruntorad (16. Juni 1935 in České Budějovice, Tschechoslowakei – 30. Juli 2006 in Wien) war ein österreichischer Schriftsteller, Dramaturg, Ausstellungsmacher, Herausgeber und Kulturkritiker.

## Leben und Wirken
Kruntorad galt „als Intellektueller alter Schule“ und übernahm im Laufe seines Lebens eine Vielzahl an Funktionen im österreichischen und tschechischen Kulturleben. Er kam 1951 nach Wien, wurde 1959 Pressechef der Alpbacher Hochschulwochen, fungierte – gemeinsam mit Humbert Fink – von 1961 bis 1964 als Herausgeber der Hefte für Literatur und Kritik und arbeitete danach für den Residenz Verlag. Gemeinsam mit Gerhard Fritsch und Rudolf Henz gründete er 1966 die Kulturzeitschrift Literatur und Kritik. Von 1968 bis 1972 war er gemeinsam mit Günther Nenning Herausgeber der Zeitschrift Neues FORVM, deren Kulturteil er maßgeblich prägte. Für den Kreuz-Verlag übersetzte er in dieser Zeit Milan Machovecs Buch Jesus für Atheisten aus dem Tschechischen ins Deutsche. 1974 gründete er – gemeinsam mit Ernst Hilger – die erste österreichische Kunstzeitung, den Galerienspiegel.
In den 1970er und 1980er Jahren lehrte Kruntorad an der Akademie der Bildenden Künste. Er kuratierte die Ausstellung A.E.I.O.U. (über den gleichnamigen habsburgischen Wahlspruch) für die Austria Tabak in Stein an der Donau und wurde nach dem Fall des Eisernen Vorhangs Berater des Tschechischen Nationalmuseums. Für die Österreichische Galerie im Schloss Belvedere konzipierte er 2005 die Jubiläums-Ausstellung Physiognomie der 2. Republik.
Als Generalsekretär des Instituts zur Förderung der Künste in Österreich ermöglichte Kruntorad die erste Aufführung eines Stücks von Peter Handke in Wien: Das Mündel will Vormund sein. Zu Beginn der 1980er Jahre wirkte er als Chefdramaturg am Schauspiel Bonn. Er verfasste selbst auch Hörspiele und zwei Kurzfilme, einen – Rennen, 1961 – gemeinsam mit Alexander Kluge. In den 1990er Jahren veranstaltete er in Regensburg die Woche des tschechischen Theaters.
Kruntorad trat 1970 dem P.E.N. bei und unternahm 1972 eine Vortragsreise über neue österreichische Literatur durch die USA. Er arbeitete in Kindlers Literaturlexikon mit und war ein gefragter Kulturkritiker im In- und Ausland. Er publizierte unter anderem in der FAZ, der Süddeutschen Zeitung, in profil, Format, Kurier und Standard.
Die Breite seiner Interessen zeigen einerseits der Roman S. - Ein Modell, andererseits das von ihm 1989 konzipierte Symposium Jour Fixe der Vernunft über den Wiener Kreis – aber auch die publizistische Arbeit am Boulevard: Von 1996 bis 2000 leitete Kruntorad die Kulturseite in Täglich Alles.
Kruntorad wurde am Döblinger Friedhof in Wien bestattet.

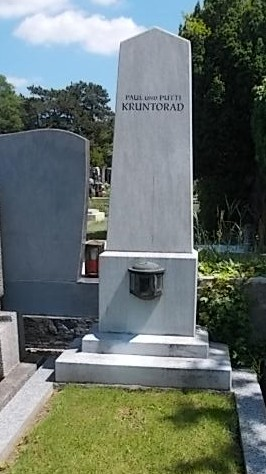
Grabstätte Paul Kruntorad

## Auszeichnungen
- 1966 Theodor-Körner-Preis

## Bücher
- (als Hrsg.): Jour fixe der Vernunft. Der Wiener Kreis und die Folgen, Wien: Hölder-Pichler-Tempsky 1991, ISBN 3-209-01221-0.
- (als Hrsg.): Tschechoslowakei. Geschichten aus der Geschichte, Frankfurt/Main: Luchterhand 1991, ISBN 3-630-61958-4.
- Phantastischer Realismus und Aktionismus. Zur Rezeptionsgeschichte der österreichischen Nachkriegskunst, München: Reihe Querschüsse 1990, ISBN 3-87405-204-4.
- Kafka, das Schloss und die Schuhfabrik. Tschechische Kostbarkeiten, Wien: Picus 2004, ISBN 3-85452-782-9.
- S. - Ein Modell, Roman, Frankfurt/Main: Insel 1968.